# Zerzabelshof
Zerzabelshof, auch Zabo genannt, ist ein Nürnberger Stadtteil in der Östlichen Außenstadt (Statistischer Bezirk 95) am östlichen Stadtrand zwischen dem Dutzendteich im Südwesten und Mögeldorf im Norden und Nordosten. Die westlich angrenzenden Nachbarstadtteile sind (von Norden) Tullnau, Weichselgarten und Gleißhammer. Für die Bewohner wird die Bezeichnung „Zaboraner“, gelegentlich auch „Zaboaner“ oder „Zabonesen“ verwendet.
Die meist aufgelockerte Bauweise mit zahlreichen Ein- und Zweifamilienhäusern und vielen Gärten sowie die unmittelbare Nähe des Nürnberger Tiergartens und des Lorenzer Reichswalds machen Zerzabelshof zu einem bevorzugten Wohngebiet für Familien.

## Natur
Der Stadtteil Zerzabelshof liegt am sich östlich anschließenden Lorenzer Reichswald. Durch den Ort fließt der Goldbach, ein Zufluss der Pegnitz. Nordöstlich von Zabo liegt der 391 m hohe Schmausenbuck – bekannt durch den dort gelegenen Tiergarten mit großzügigen Weihern, Wald- und Wiesenlandschaften in den ehemaligen Steinbrüchen des Nürnberger Burgsandsteines.

## Geschichte

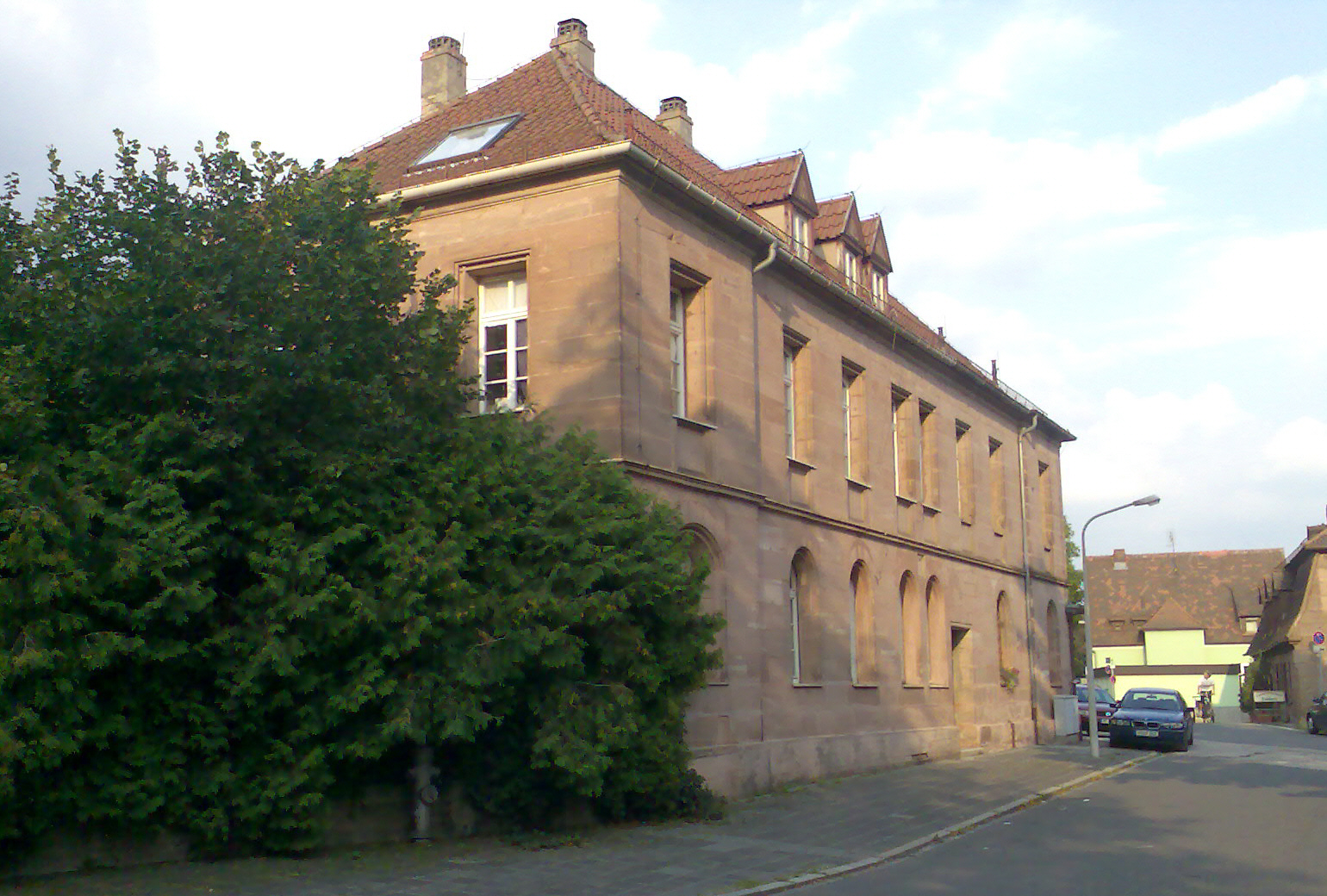
Herrensitz Zerzabelshof (Mettingh-Schloss)

Der Name Zerzabelshof geht auf die im Jahr 1309 in einer Urkunde erwähnten Verwalter des damaligen Forsthauses, Gotz de Sternzagelshouve und Leovpoldus de Sternzagelshouve, zurück. Im Folgenden bauten die Grundherren Pfinzing, ab 1370 die Waldstromer von Reichelsdorf, dann wechselnde Nürnberger Bürger, ab 1563 bis 1837 die Patrizierfamilie Löffelholz von Kolberg und schließlich die Freiherren von Mettingh (1861–1906) das Forsthaus zum Herrensitz Zerzabelshof aus und erweiterten ihn zu einem kleinen Dorf.
Gegen Ende des 18. Jahrhunderts gab es in Zerzabelshof 17 Anwesen (1 Schloss, 6 Güter, 2 Gütlein, 7 Häuser, 1 Gemeindehirtenhaus). Das Hochgericht übte die Reichsstadt Nürnberg aus, was aber von den brandenburg-ansbachischen Ämtern Schwabach und Schönberg bestritten wurde. Die Dorf- und Gemeindeherrschaft und die Grundherrschaft über alle Anwesen hatte der Nürnberger Eigenherr von Löffelholz inne.
Im Rahmen des Gemeindeedikts wurde Zerzabelshof dem 1808 gebildeten Steuerdistrikt und der im selben Jahr gebildeten Ruralgemeinde Mögeldorf zugeordnet. In der freiwilligen Gerichtsbarkeit unterstand 1 Anwesen von 1822 bis 1836 dem Patrimonialgericht Haimendorf und die restlichen Anwesen bis 1835 dem Patrimonialgericht Zerzabelshof. Nach 1818, jedoch vor 1840 entstand die Ruralgemeinde Zerzabelshof, zu der Valznerweiher gehörte. Sie war in Verwaltung und Gerichtsbarkeit dem Landgericht Nürnberg zugeordnet (1879 in Amtsgericht Nürnberg umgewandelt) und in der Finanzverwaltung dem Rentamt Fürth. Ab 1862 gehörte Zerzabelshof zum Bezirksamt Nürnberg. Die Finanzverwaltung wurde 1871 vom Rentamt Nürnberg übernommen (1919 in Finanzamt Nürnberg umbenannt). Die Gemeinde hatte eine Gebietsfläche von 0,762 km². Am 1. November 1923 wurde Zerzabelshof nach Nürnberg eingemeindet.
Von 1947 bis 1950 fuhr durch Zerzabelshof die Moll-Bahn, eine schmalspurige Schuttbahn, die den Abraum aus der zu 90 % zerstörten Nürnberger Altstadt nach Fischbach transportierte. Der Betriebshof und die Lokschuppen befanden sich auf dem heutigen Gelände des 1. FC Nürnberg im Süden Zerzabelshofs am Valznerweiher.
Nach dem Zweiten Weltkrieg nahm die Einwohnerzahl stark zu; sie beträgt heute etwa 13.000. Zerzabelshof war ursprünglich ein eigenständiger Stadtbezirk und wurde 1995 dem Nürnberger Bezirk 5, der Oststadt, zugeordnet.
1954 zog die Akademie der Bildenden Künste Nürnberg in die von Sep Ruf entworfenen Neubauten in der Bingstraße am Nürnberger Tiergarten ein.

### Einwohnerentwicklung
Gemeinde Zerzabelshof
| Jahr      | 1840   | 1852   | 1855   | 1861   | 1867   | 1871   | 1875   | 1880   | 1885   | 1890   | 1895   | 1900  | 1905   | 1910   | 1919   |
| Einwohner | 179    | 189    | 199    | 211    | 233    | 254    | 256    | 258    | 303    | 271    | 340    | 452   | 701    | 1056   | 1152   |
| Häuser    | 31     |        |        |        |        | 38     |        |        | 40     |        |        | 49    |        |        |        |
| Quelle    | [ 12 ] | [ 13 ] | [ 14 ] | [ 13 ] | [ 13 ] | [ 15 ] | [ 13 ] | [ 13 ] | [ 16 ] | [ 13 ] | [ 13 ] | [ 8 ] | [ 13 ] | [ 13 ] | [ 13 ] |

Ort Zerzabelshof
| Jahr      | 001818 | 001840 | 001861 | 001871 | 001885 | 001900 |
| Einwohner | 122    | 175    | 208    | 250    | 298    | 448    |
| Häuser    | 22     | 30     |        |        | 39     | 48     |
| Quelle    | [ 17 ] | [ 12 ] | [ 14 ] | [ 15 ] | [ 16 ] | [ 8 ]  |

## Baudenkmäler
- Tiergarten Nürnberg
- Akademie der Bildenden Künste Nürnberg
- Evangelisch-lutherische Auferstehungskirche
- Ehemaliger Südflügel des ehemaligen Loeffelholz’schen Herrensitzes
- Ehemaliges Mahnmal im Sportpark Zerzabelshof

## Religion
Der Ort ist seit der Reformation überwiegend protestantisch. Die Einwohner evangelisch-lutherischer Konfession sind in die Auferstehungskirche gepfarrt, die Einwohner römisch-katholischer Konfession sind nach St. Stefan gepfarrt. Zur katholischen Kirche gehört eine Pater-Rupert-Mayer-Kapelle. Als weiterer Gottesdienstort gibt es im „Wohnstift am Tiergarten“ eine Kapelle in den regelmäßig katholische und evangelische Gottesdienste stattfinden.

## Bildung
- Akademie der Bildenden Künste Nürnberg
- Grundschule Viatisstraße mit Zweigstelle in der Siedlerstraße
- Schule und mehrere Einrichtungen der Karl-König Schule für geistig behinderte Kinder

## Einrichtungen und Vereine

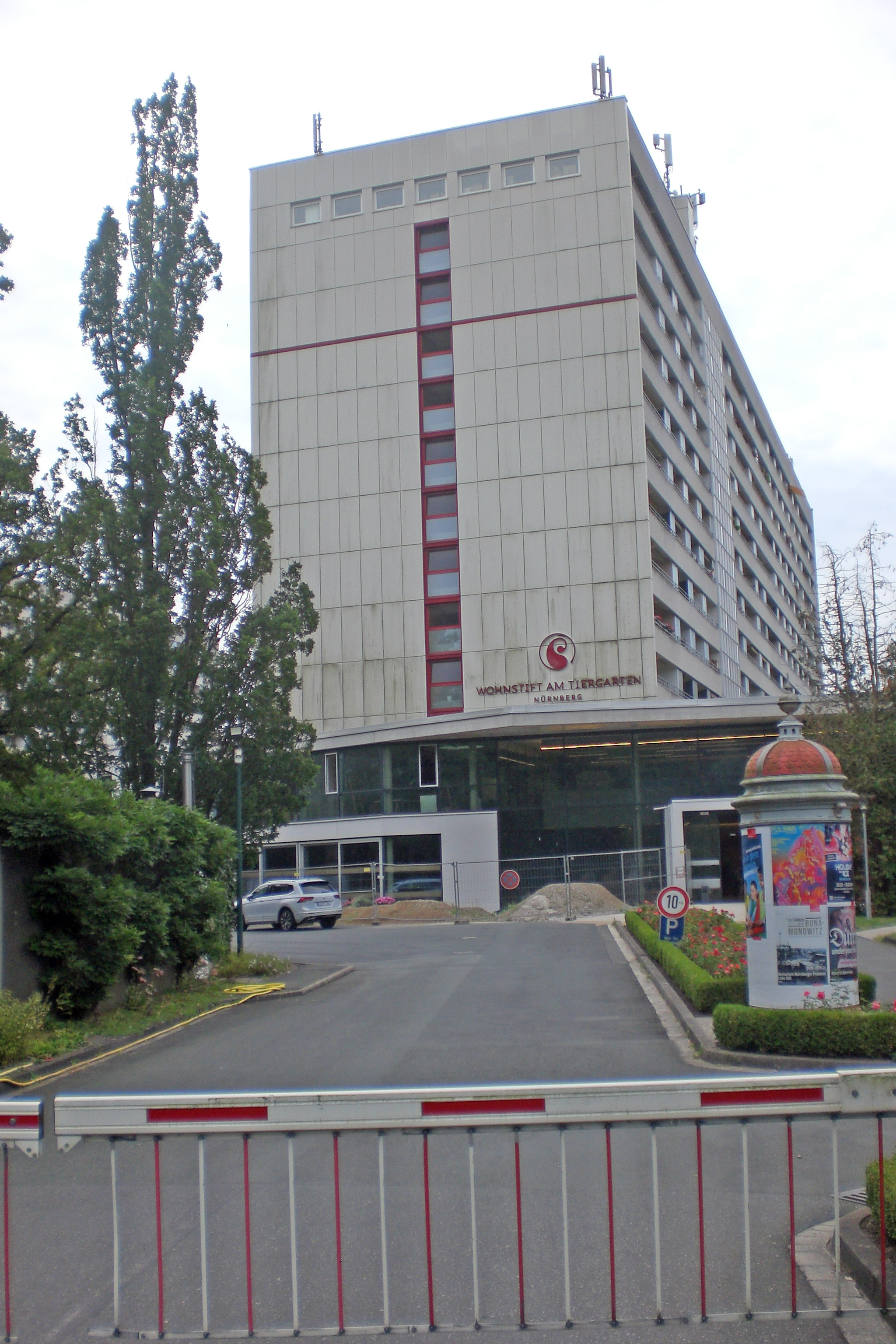
Wohnstift am Tiergarten (2024)

- 1. FC Nürnberg, Verein für Leibesübungen e. V. (Fußball, Handball, Boxen, Hockey, Roll- und Eissport, Schwimmen, Ski und Tennis, Trainingsgelände mit öffentlichem Freibad, dem Clubbad)
- Evangelischer Kindergarten
- Evangelisch-lutherische Auferstehungskirche
- Katholischer Kindergarten St. Stephan
- Katholische Pfarrkirche St. Stefan
- Nürnberger Hockey und Tennis Club e. V. (NHTC)
- Spielvereinigung Zabo Eintracht, Fußball, Schach, Tischtennis, Kegeln
- Sportkindertagesstätte Champini
- Städtischer Kindergarten und Hort, Urbanstraße
- Vorstadtverein Zerzabelshof
- Wohnstift am Tiergarten

## Zabo und der Club
Seit 1913 ist der 1. FC Nürnberg in Zerzabelshof beheimatet und feierte im vereinseigenen Sportpark Zerzabelshof, kurz Zabo genannt, zahlreiche Erfolge. Insgesamt acht Deutsche Meisterschaften und drei Pokalsiege konnten die Cluberer im alten Zabo bejubeln, an den heute nur noch ein Gedenkstein in der Kachletstraße erinnert. In der Nordkurve des Zabo stand ein 1925 errichtetes Mahnmal für die im Ersten Weltkrieg gefallenen Vereinsmitglieder, das auch noch nach der Renovierung des Sportparks Zabo Ende des Zweiten Weltkriegs dort blieb. Dank der Erfolge der Fußballabteilung konnte der 1. FC Nürnberg in Zerzabelshof bis zum Zweiten Weltkrieg einen „vorbildlichen Sportpark“ für alle Abteilungen des Vereins errichten. Mit Einführung der Bundesliga entschloss sich der Club zum Umzug in das Städtische Stadion. Der alte Zabo wurde verkauft. 1966 erfolgte der Abbruch des Stadions, 1968 der des villenartigen Vereinsheimes, da der 1. FC Nürnberg im Süden Zerzabelshofs, am Valznerweiher, ein neues Trainingsgelände errichtete. Das alte Club-Areal im Bereich Kachletstraße und Jochensteinstraße wurde mit Wohnungen überbaut. Bis heute besteht eine enge Verbindung des 1. FC Nürnberg mit dem Stadtteil Zerzabelshof, die auch vielfältig thematisiert wird.

## Persönlichkeiten
- Horst Förther (1950–2016), SPD-Parteimitglied, Zweiter Bürgermeister der Stadt Nürnberg von 2002 bis 2014
- Max Morlock (1925–1994), Fußballspieler des 1. FC Nürnberg und Fußballweltmeister 1954, seit den 1950er Jahren bis zu seinem Tode wohnhaft in Zerzabelshof
- Marc Oechler (* 1968), von 1988 bis 1999 Profifußballer beim 1. FC Nürnberg
- Renate Schmidt (* 1943), SPD, 2002 bis 2005 Bundesministerin für Familie, Senioren, Frauen und Jugend
- Peter Schönlein (1939–2016), SPD, 1987 bis 1996 Oberbürgermeister der Stadt Nürnberg, wohnhaft in Zerzabelshof
- Enrico Valentini (* 1989), Fußballspieler beim 1. FC Nürnberg von 1994 bis 2008 sowie seit 2017
- Roberta Valentini (* 1981), Musicaldarstellerin